# Iglesia de Jesús (Copenhague)
La Iglesia de Jesús (Danés: Jesuskirken ) es una iglesia situada justo al lado de Valby Langgade en el distrito de Valby de Copenhague, Dinamarca. Fue encargada por la segunda generación de cerveceros Carlsberg, Carl Jacobsen, y diseñada por Vilhelm Dahlerup. Destaca por su amplia ornamentación y sus obras de arte, y se considera uno de los ejemplos de arquitectura eclesiástica más idiosincrásicos y poco convencionales del país. La iglesia se construyó como mausoleo para Carl Jacobsen y su familia y está situada cerca de su antigua casa y de la antigua fábrica de cerveza Carlsberg. Sus sarcófagos se encuentran en la cripta. En toda la iglesia hay ornamentos e inscripciones relacionadas con la familia.

## Historia

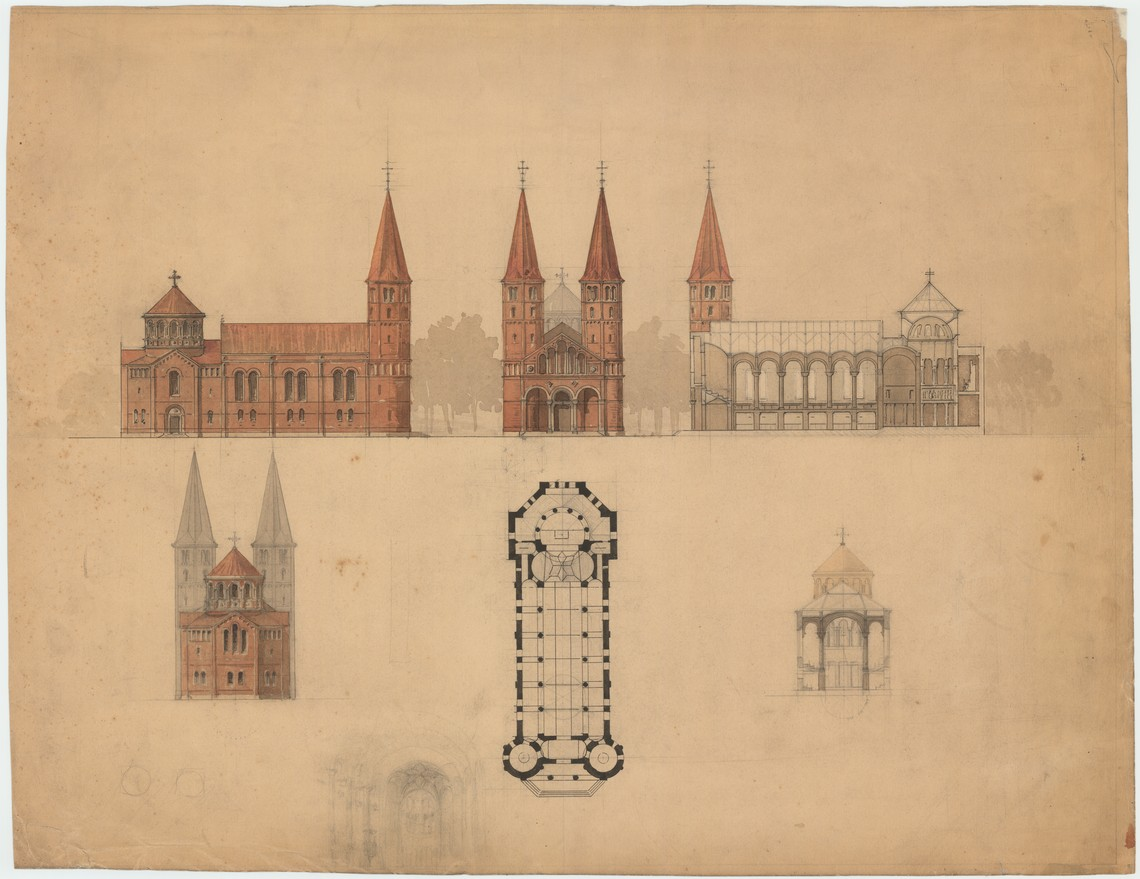
Propuesta de diseño no definitiva con dos torres

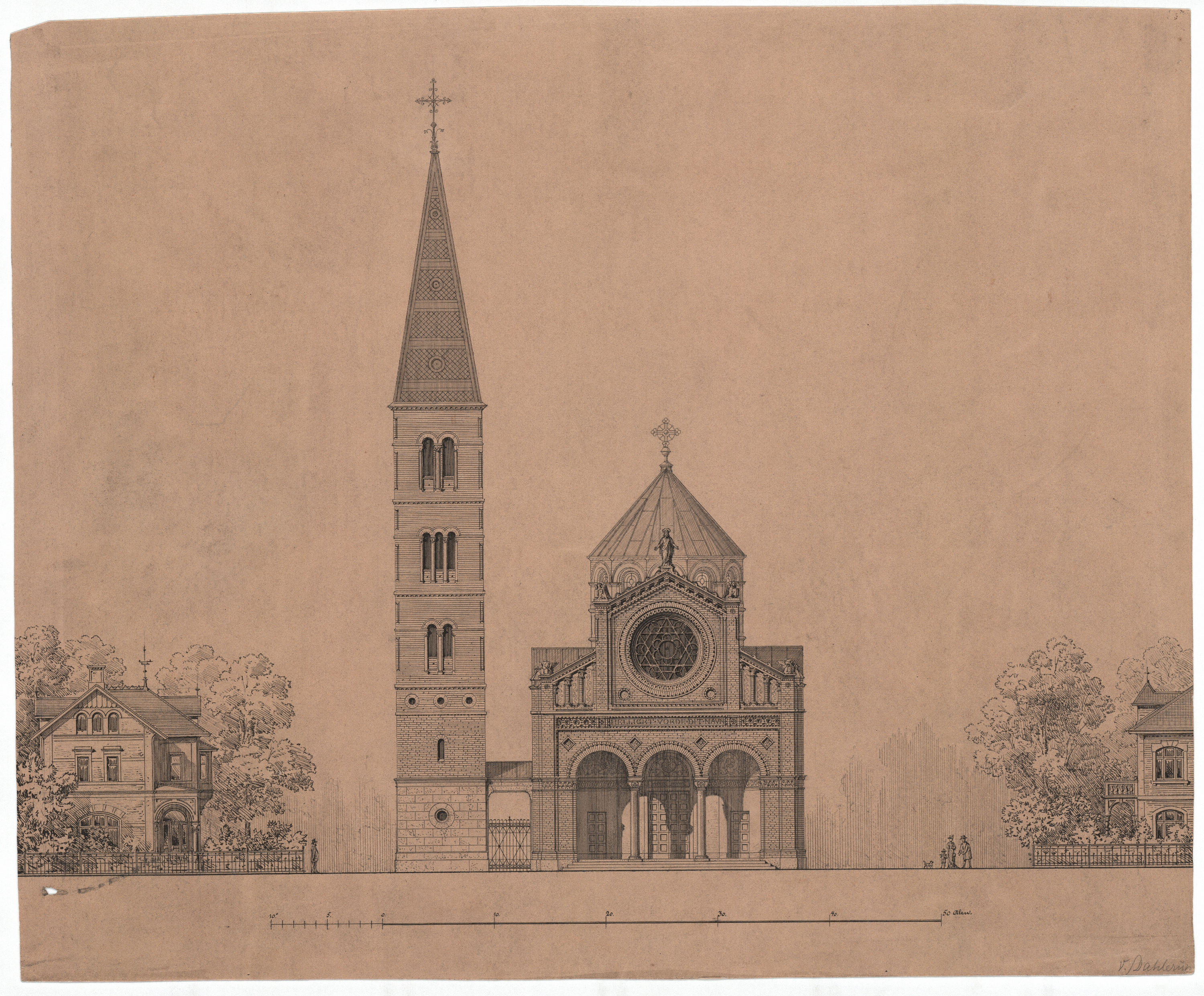
Una de las representaciones de Dahlerup

El padre de Jacobsen, JC Jacobsen, había decidido legar Gammel Carlsberg a la Fundación Carlsberg . A su muerte, Carl Jacobsen recibió una suma de 1.000.000 de coronas danesas . En 1883, él y su esposa Ottilia decidieron dividir el dinero en cuatro cantidades iguales, creando cuatro "Becas Ny Carlsberg". La primera de ellas fue la "Subvención a la Iglesia de Ny Carlsberg", que debía financiar la creación de una nueva iglesia en Valby en un plazo de 10 años.

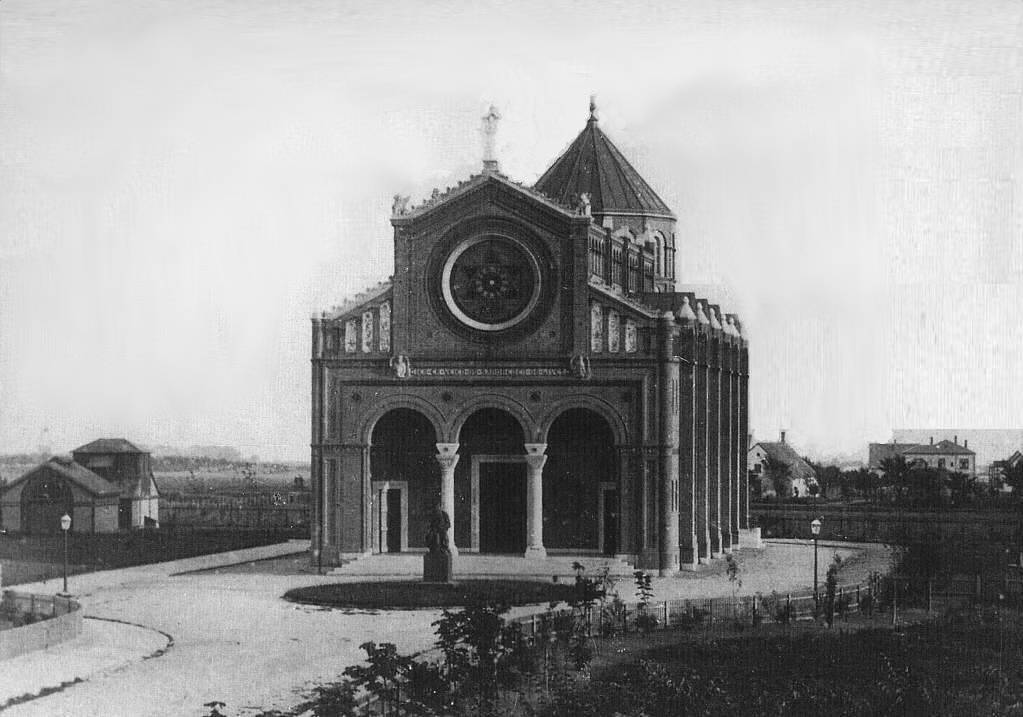
Dibujo de la iglesia de antes de que se construyera el campanario

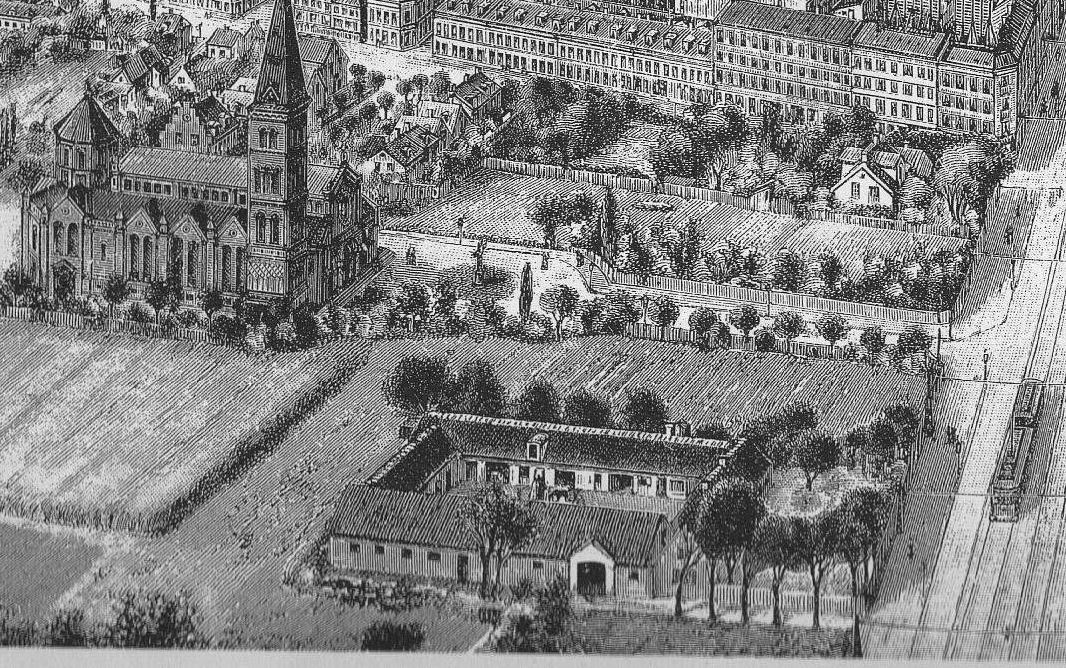
La iglesia en 1909

Jacobsen ya había adquirido el terreno en 1879 y en 1882 asignó el proyecto a Vilhelm Dahlerup. Pidió una iglesia que "sobrepasara a todas las demás iglesias de Copenhague en belleza", especificando que debía ser del estilo de la arquitectura basilical cristiana primitiva vista en Italia y Francia. .
La suma resultó inadecuada pero, pensando más en el arte que en el dinero, Carl Jacobsen continuó con el proyecto a pesar de todo. A la finalización de la obra, los costes habían superado en cuatro veces el presupuesto original.
La construcción de la iglesia se inició en 1884 y fue consagrada el 15 de noviembre de 1891. Sin embargo, el campanario no se añadió hasta 1894-1895 como regalo de cumpleaños de su madre.

## El edificio
El diseñador de la iglesia, Vilhelm Dahlerup, sin duda el principal arquitecto danés de la época, es recordado por su estilo historicista, según el cual creaba nuevos edificios sobre la base de ejemplos clásicos más antiguos. Sin embargo, había instrucciones bastante precisas sobre cómo debía diseñarse la Iglesia de Jesús. En particular, Jacobsen proporcionó a Dahlerup una serie de fotografías de las antiguas iglesias y obras de arte de Rávena (Italia) como ejemplo del estilo ornamentado que deseaba ver copiado en Copenhague. Dahlerup también se inspiró en Notre-Dame la Grande de Poitiers (Francia) y en la sinagoga de Toledo (España).
De hecho, la iglesia está diseñada en el estilo clásico de una basílica primitiva con un campanario separado. Para la comunidad luterana danesa, su estilo y rica ornamentación eran bastante poco convencionales, lo que provocó una gran cantidad de críticas en ese momento. En un momento, Carl Jacobsen fue descrito por su propio sacerdote como un librepensador, poco dispuesto a seguir las tendencias y el dogma de la época

## Exterior
La iglesia está orientada a lo largo de un eje norte-sur, con el altar en el extremo sur. Está construida en forma de basílica con una cabecera triangular, rematada por una cúpula no diagonal con una aguja piramidal. La torre del campanario se encuentra cerca de la esquina noreste de la iglesia.
La fachada principal está dominada por tres grandes arcos que descansan sobre dos pesadas columnas de granito con característicos capiteles gemelos que dan al pórtico. Por encima de los arcos, el frontón tiene una ornamentación intrincada. En las esquinas están los símbolos de los cuatro evangelistas: el ángel de Mateo en la parte inferior izquierda, el león de Marcos en la parte superior izquierda, el águila de Juan en la parte superior derecha, el buey de Lucas en la parte inferior y en la parte superior en el centro, un Jesús desnudo apoyado en una cruz. El centro del frontón luce un rosetón, el más grande de su tipo en Dinamarca, compuesto por vidrio catedral en matices amarillos, rojos y verdes sostenido por levas de plomo. Tiene un diámetro de 4,5 metros.
Con 1,7 metros de diámetro, la esfera del reloj de bronce fundido pesa 261 kg. La estrella que la rodea, formada por dos triángulos, está hecha de enormes barras de hierro forjado, con un peso de 900 kg.
El lado sur trasero de la iglesia cuenta con dos columnas y un arco con símbolos tallados del Zodíaco . Descansa sobre las cabezas del Hombre Verde y el Dios Astado. La parte superior del arco lleva una cruz con un pentagrama opuesto que representa la "Estrella cervecera", un símbolo favorito de las cervecerías Carlsberg. Este lado del edificio también cuenta con un nicho con una escultura de bronce fundido del Buen Pastor .

## Interior

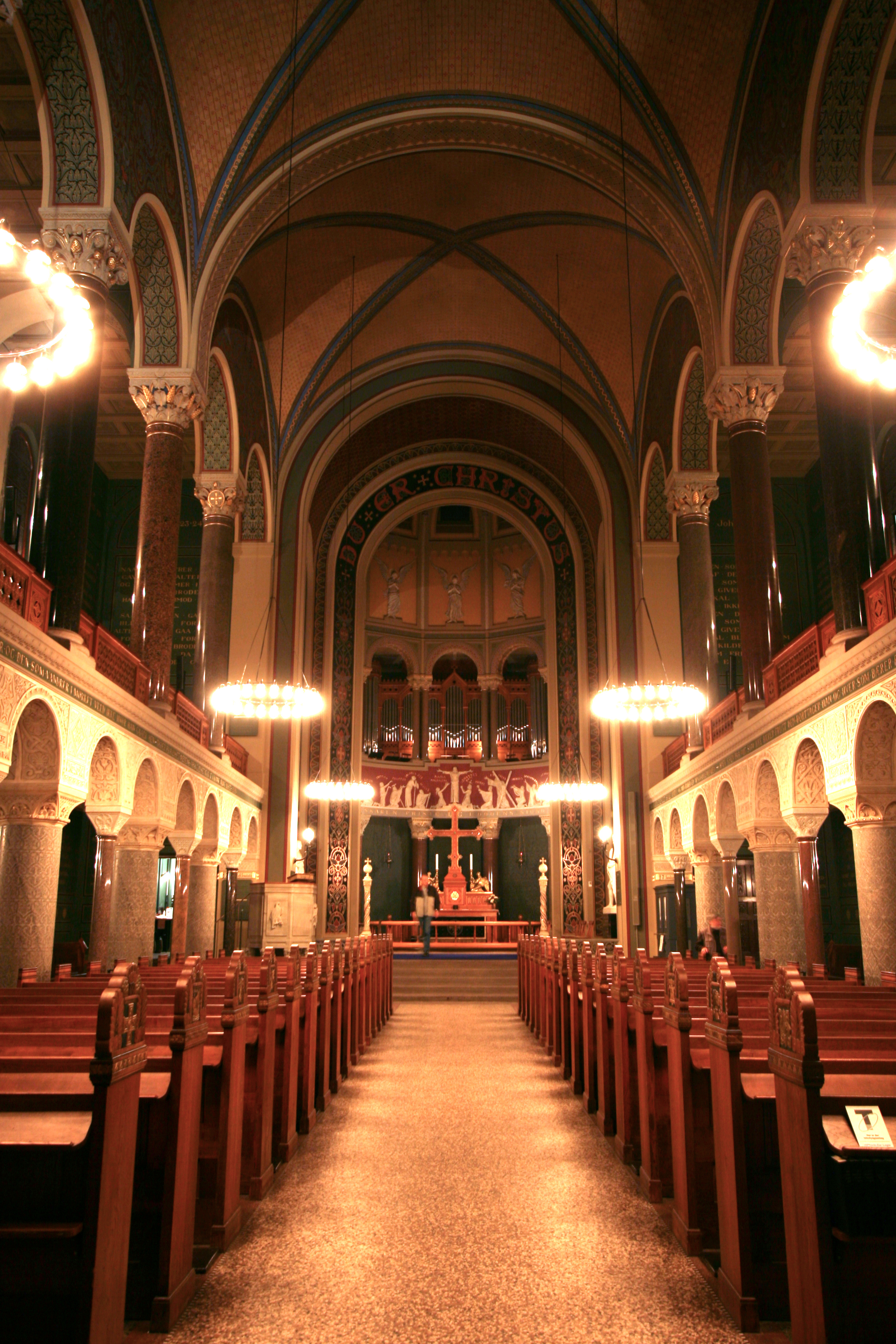
El interior

La nave está flanqueada por dos naves laterales con galerías soportadas por once pilares a cada lado. Los arcos sobre las galerías están sostenidos por cinco pilares. Las ventanas detrás de las galerías están decoradas con pinturas en vidrio diseñadas por CN Overgaard.
El altar presenta un pentagrama. Debajo del techo de la cámara del altar hay un friso que representa, entre otros, a Godofredo de Bouillon y otros símbolos templarios, así como a Juan el Bautista y María Magdalena a los pies de la cruz de Jesús crucificado . La iglesia también contiene 12 mosaicos de vidrio, uno de los cuales representa a un Moisés con cuernos. La declaración más conspicua de la iglesia es la inscripción "Tú eres Cristo" pintada en el arco que conduce a la cámara del altar.
El presbiterio se divide en tres niveles. Las columnas que se elevan desde el suelo tienen una galería con un friso de Stephan Sinding, Cristo entre los mártires, padres y reformadores de la iglesia, mientras que las ventanas y los ángeles esculpidos decoran la cúpula superior.
En la galería se encuentra el órgano construido por el famoso organero francés Aristide Cavaillé-Coll . La fuente, diseñada por Jerichau, tiene forma de concha. El agua se escurre por un acantilado, entre los ángeles de Fe y Esperanza.
El presbiterio también contiene un memorial a la familia Jacobsen, Los ángeles de la vida y la muerte, obra de Pietro Tenerani basada en un boceto de Thorvaldsen. También hay una placa conmemorativa en el presbiterio de Jacobsen y su esposa Ottilia.
El púlpito, una sustitución diseñada por Mogens Bøggild, se instaló en 1934.

## La cripta
La iglesia fue construida como mausoleo para Carl Jacobsen y su familia. En la cripta debajo de la iglesia se encuentran los sarcófagos de la familia. El campanario también conmemora a la familia Jacobsen. Las cuatro campanas del campanario llevan el nombre de uno de los cuatro hijos de Carl que murieron en la infancia: Alf, Beatrice, Thorvald y Erland.

## El crucifijo y el troll

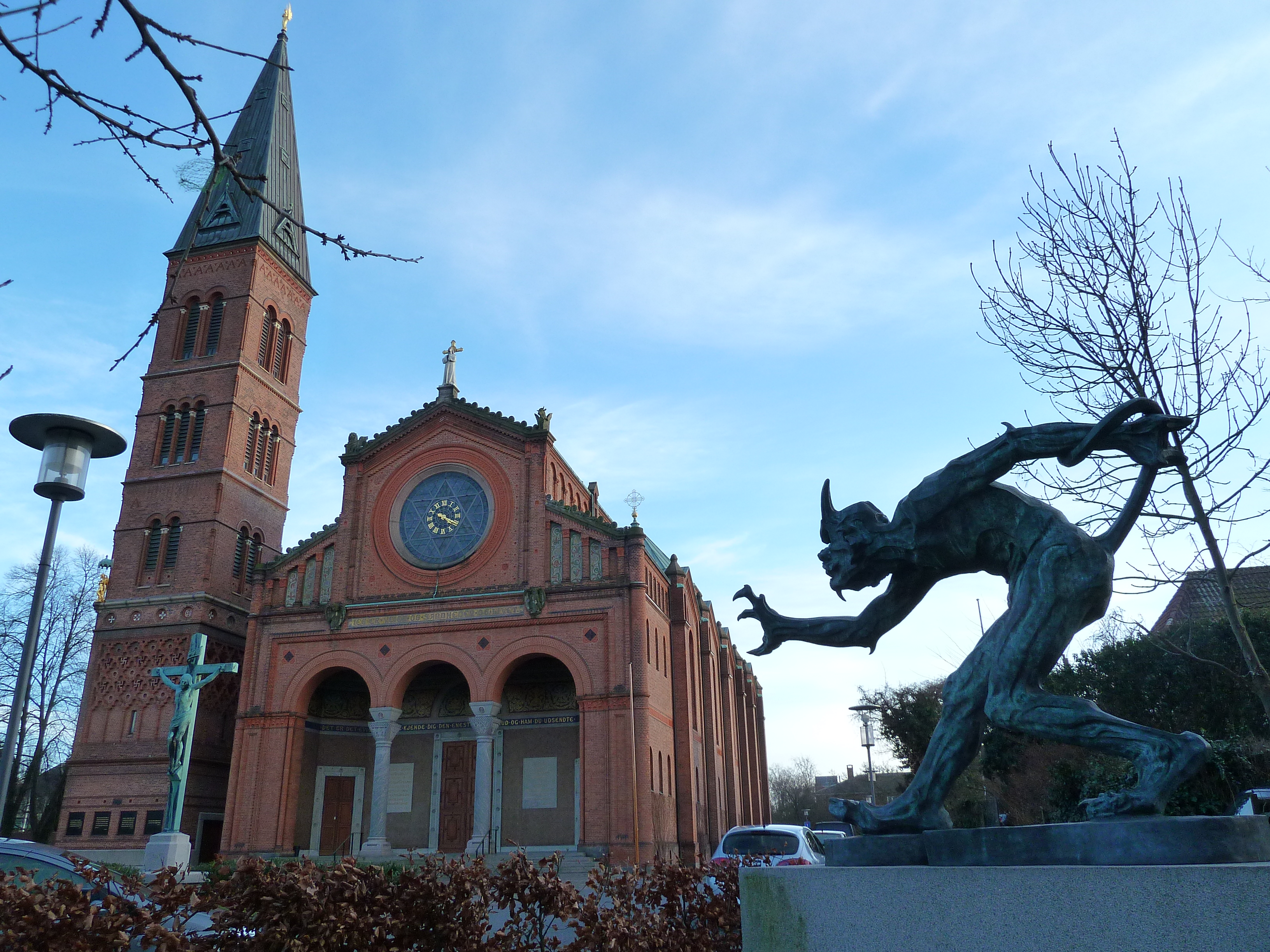
El troll

El macizo de flores circular frente a la iglesia lleva el crucifijo de Jerichau . Reemplaza una copia de la escultura Moisés de Miguel Ángel de la iglesia de San Pietro in Vincoli en Roma que fue trasladada a la Gliptoteca Ny Carlsberg. Junto al crucifijo, pero justo fuera del perímetro de la iglesia, Jacobsen colocó la escultura Troll que huele sangre cristiana que representa a un troll de aspecto feroz que intenta alcanzar el crucifijo. Como el cuadro resultó demasiado controvertido para la parroquia, se trasladó rápidamente al jardín de la Gliptoteca . En 2002, la iglesia intentó recuperar la escultura, pero la Gliptoteca no se deshizo de ella. Por lo tanto, se hizo una copia y se colocó justo en frente de la iglesia en su lugar apropiado.

## Galería

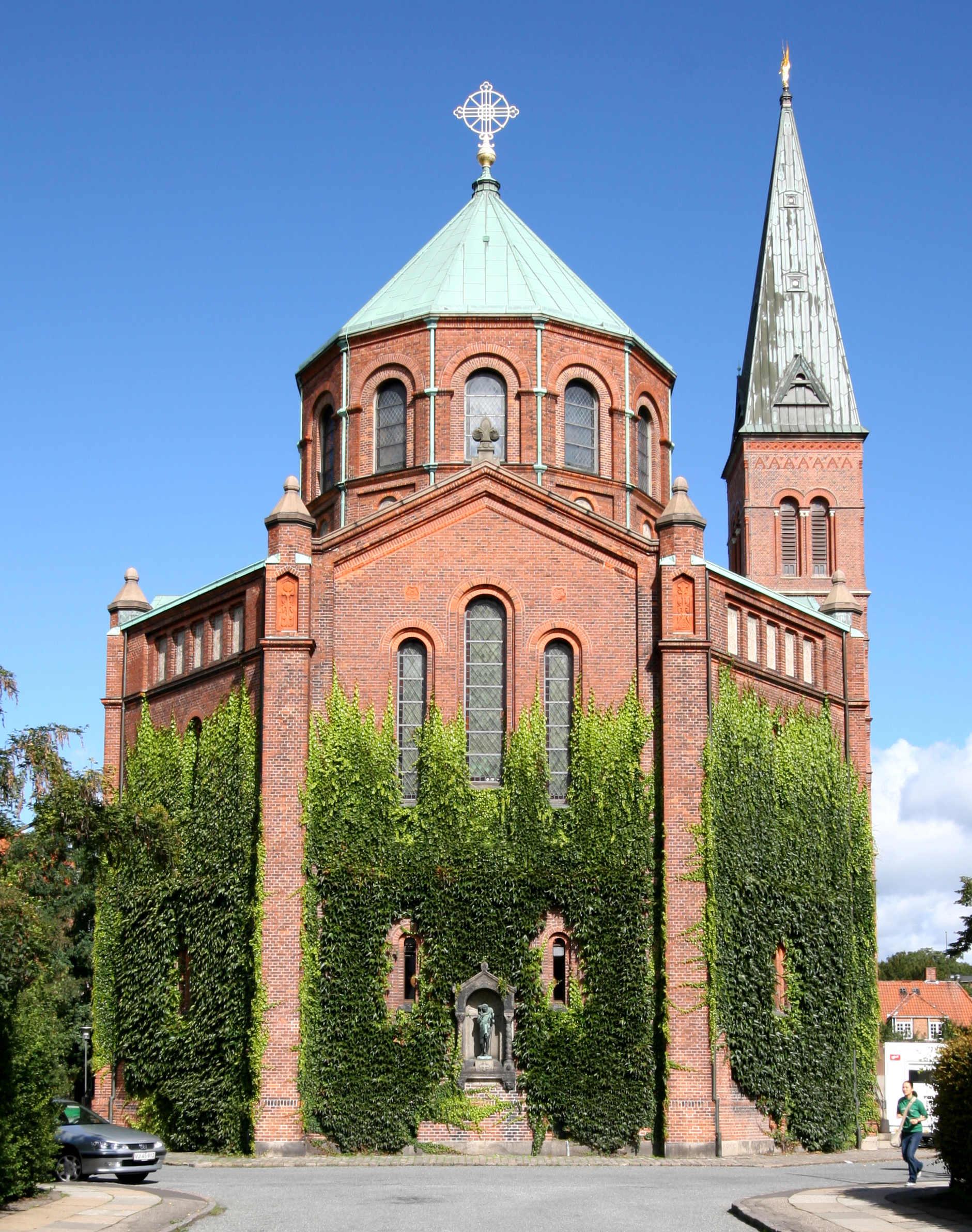
La iglesia vista desde el sur
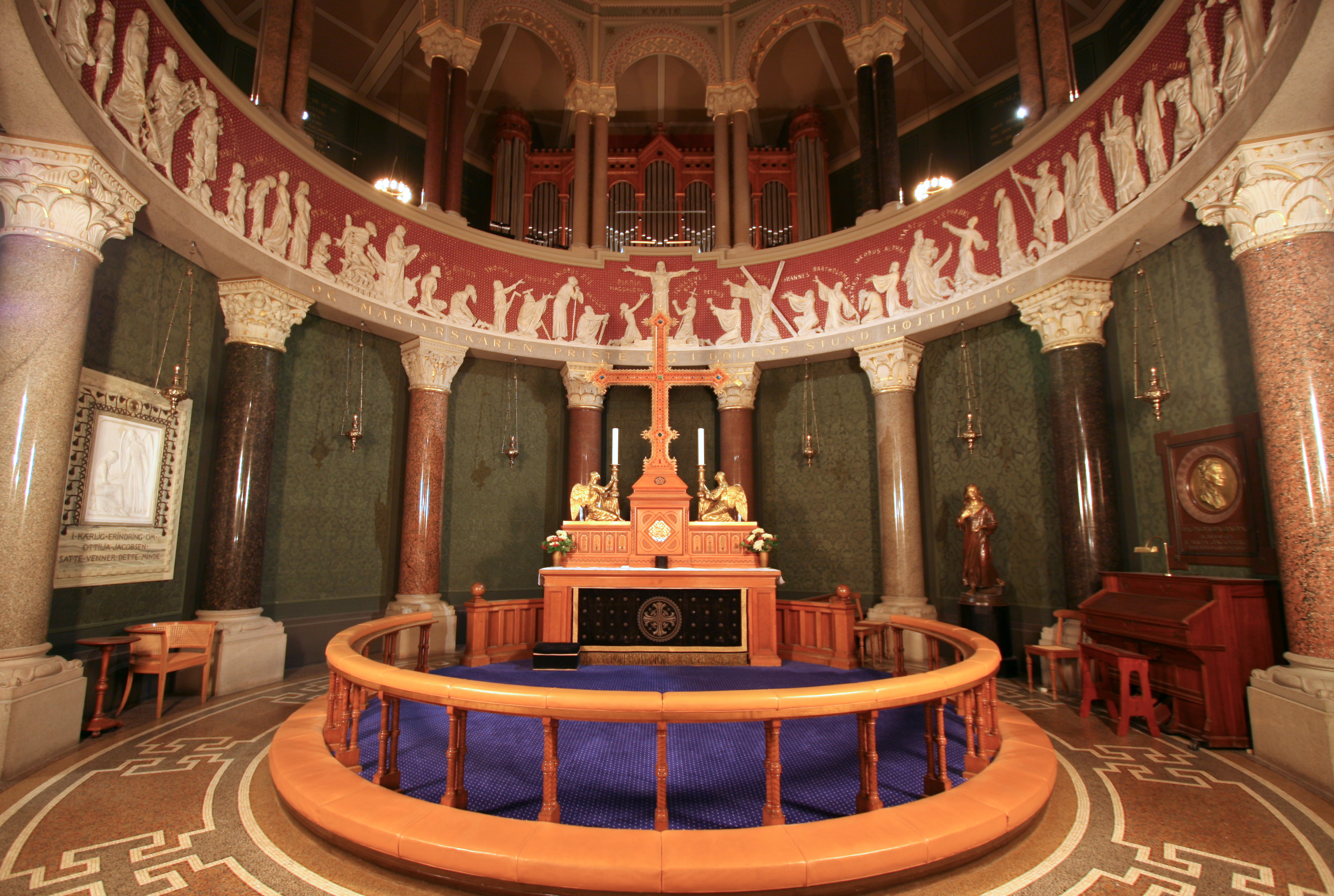
El presbiterio debajo de la cúpula
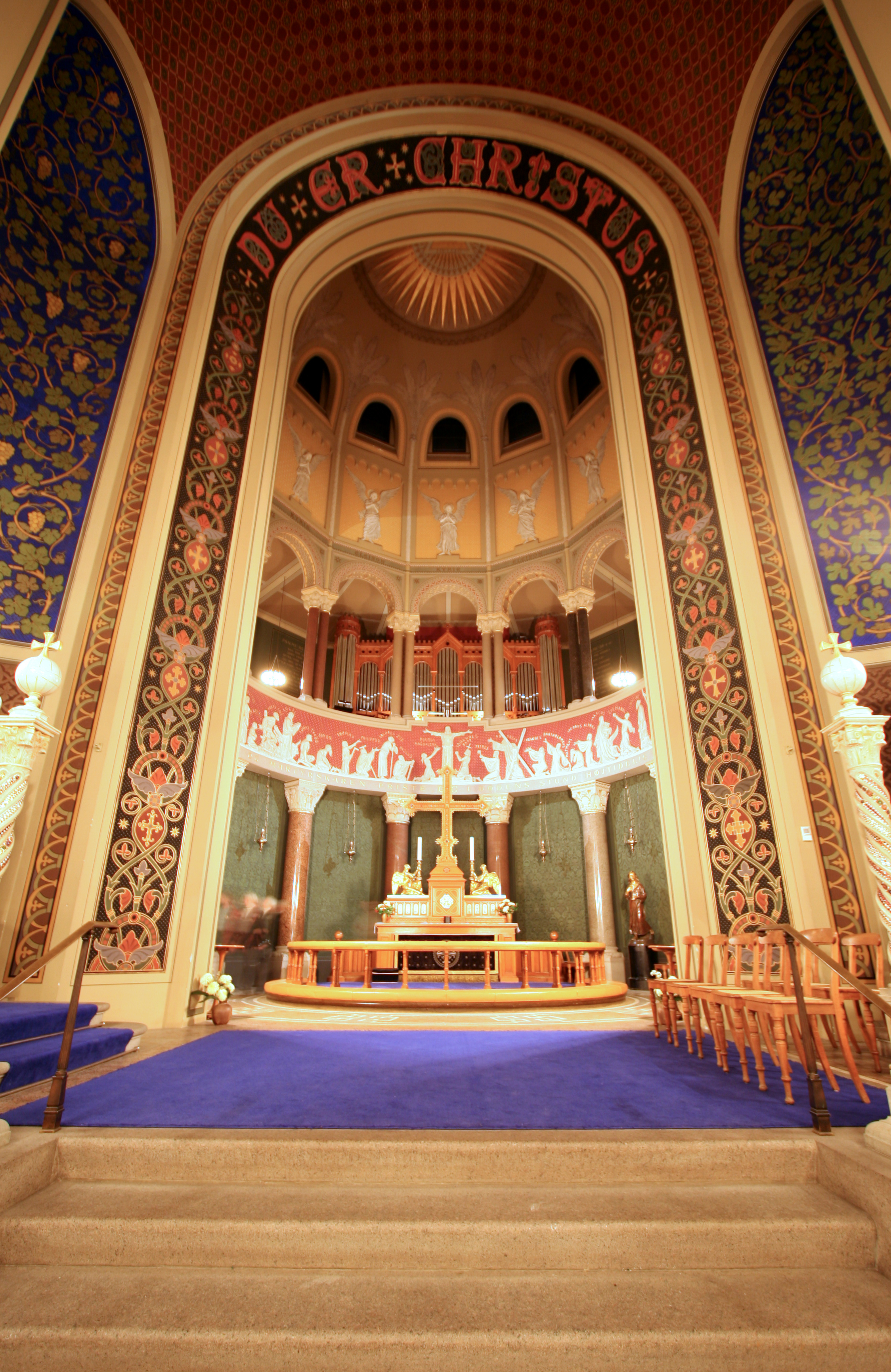
El arco del presbiterio